# 菊川南陵高等学校
菊川南陵高等学校（きくがわなんりょうこうとうがっこう、英語：Kikugawa Nanryo High School）は、静岡県菊川市河東にある私立高等学校。開校時の校名は国際海洋高等学校（こくさいかいようこうとうがっこう）、1997年度より国際開洋第一高等学校（こくさいかいようだいいちこうとうがっこう、英語：First International High School for Development）。2011年に現校名となった。2021年度に生徒募集を停止し、休校した。

## 概観
井脇ノブ子が理事長を務める学校法人国際開洋学園により1985年に設立され、井脇が校長を務めた（2010年3月に理事長・校長とも退任）。全寮制の24時間教育を謳ったが、1995年以降生徒数が減少して経営難に陥り、不明朗な会計も発覚するなどして2010年3月に井脇が退任したのを機に体制を一新し、教育内容も見直した。2018年現在は、小野尚子が法人理事長、菊地伸幸が名誉理事長、後藤雅典が校長を務めている。2020年12月17日、2021年春の生徒の募集を停止すると発表した。なお、2020年12月21日現在、学校の公式HPではこの情報は掲載されていない。
- 建学の精神
人格の完成を目指し 豊かな人生を自ら切り開いていく人-材を育成[3]
国際海洋第一高等学校当時は、「三恩十徳の精神に学べ／人間やる気だ! ガッツだ! 根性だ-! ／海のように大きく育て／そして世に一つの光を与えよ」[8]を掲げてきた。
- 学園訓・精神
思い切なれば　必ず遂ぐるなり[3]
この学園訓は「志を強く持ち 努力を続ければ 必ず達成できる」との意味
- 目指す学校像
信頼される　楽しい学校[3]

## 教育方針

### 国際開洋第一高等学校（旧校名時代）
国際開洋第一高等学校は、教育方針として全寮制、国際教育、夜間学習の推進を掲げていた。「ジョージ・ブッシュ大統領など世界で活躍する多くの指導者は、全寮制出身」と説き、魅力ある人格形成に役立つとして全寮制を採用していた。2007年当時定員480名に対し生徒数は133名という環境であったため少人数での学習が可能で、全国私立寮制学校協議会に加盟し、「少人数制と全寮制の特色を活かし」夜間学習を積極的に推進していた。、寮での食事は粗食を旨としており、一例としては、朝食は 御飯と味噌汁に肉団子2つのみ、昼食は食パンとジャムのみ、といったメニューであることからマスコミからも注目されていた。

### 現在
菊川南陵高等学校への校名変更を期に、「絆を実感できる、楽校生活」などを謳った新たな教育方針を打ち出した。また、教育方針だけでなく、3か条から構成される「教育理念」ならぬ「共育理念」と、同じく3か条から構成される「社会的存在意義」を制定した。国際開洋第一高等学校の特色の一つであった全寮制を見直し、寮自体は維持しつつも通学生も受け入れることとなった。
2018年現在では学生寮での生活も以前とは別物となり、食事も土日を含む朝昼夜と3食が提供されている。

## 沿革
- 1985年 - 学校法人国際開洋学園により、静岡県小笠郡小笠町（現:菊川市）に国際海洋高等学校として設立された。
- 1997年4月1日 - 国際開洋第一高等学校に改称。
- 2007年5月3日 - 日本高等学校野球連盟の発表により日本学生野球憲章第13条に違反する特待生制度の存在が発覚。
- 2009年 - 2月に静岡県職員に対し、経営難に伴い2年後の閉校と合格者28人に入学辞退を求めることを明らかにした、と報道される。しかし3月になると一転、入学受け入れと3年間の学校存続を理事会で決定した[14]。
- 2010年 - 井脇ノブ子が校長と法人理事長を退任。閉校を撤回し、新入生の受け入れを再開。
- 2011年 - 校名を菊川南陵高等学校に変更、および自宅からの通学生も受け入れ開始。
- 2020年 - 校地内にあった姉妹校の和歌山南陵高等学校の通信制課程「りん」キャンパスの教育方針を踏襲した、少人数「りん」コースを新設。
- 2021年 - 同年度の生徒募集停止。その後運営難から同年4月1日より休校となり現時点で在籍している生徒は形式上和歌山南陵高等学校に籍を移し菊川で引き続き授業を行うこととなった[15]。また、時期は不明だが2021年5月27日現在公式ホームページがパスワードを入力しないと閲覧できなくなっており事実上ホームページが閉鎖された状態になっている。[16]

## 基礎データ

### 所在地
〒437-1506 静岡県菊川市河東5442-5

### アクセス
- しずてつジャストライン菊川御前崎線佐栗谷菊川南陵高等学校入口停留所より徒歩10分。

### 象徴

#### 校章
国際開洋第一高等学校の校章は、21の波が円く船を囲む図案となっている。波の数は21世紀を意味しており、円内の3本の線は信義、信頼、尊敬を表している。その後、菊川南陵高等学校への校名変更を期に、新たな校章が制定された。

### 講演会
国際開洋第一高等学校当時は、二階俊博、小澤辰男らを講師として招き、生徒に講話を聴かせる講演会を開いていた。

## 高校関係者と組織

### 高校関係者一覧

#### 著名な教職員
- 井脇ノブ子（元理事長・校長）
- シジマール・アントニオ・マルチンス（元サッカー部コーチ）
- 金沢大将（校長・サッカー部監督）[19]
- 田中幸雄（野球部監督）

#### 出身者
- 近江七恵（フリーアナウンサー、タレント）
- 市場孝之（元千葉ロッテマリーンズ内野手、佐渡ヶ嶽部屋力士廃業後に入学）